# Rogue (Marvel Comics)
Rogue, Astuta o Esquerpa és una superheroïna de ficció que apareix en els còmics estatunidencs publicats per Marvel Comics, sovint en associació amb els X-Men. El personatge va debutar a Avengers Annual núm.10 (publicat el 14 de juliol de 1981, amb data de portada simplement de 1981) com un dolent, però poc després d'això es va unir als X-Men.
Rogue és part de la subespècie d'humans dita mutants, aquells que naixen amb habilitat sobrehumanes. Rogue té la capacitat involuntària d'absorbir, i de vegades també d'extreure els records, l'energia i els superpoders de qualsevol que toca. Per tant, Rogue considera els seus poder una maledicció. Com que la seva pell produïa sacsejades d'alta tensió involuntàries, durant la major part de la seva vida va haver de limitar el contacte físic amb altres; inclòs el seu interès amorós i finalment marit, Gambit. Això no obstant, després d'anys i panys, Rogue finalment va dominar la seva habilitat mutant.
Sorgint del fictici Comtat de Caldecott, Mississipi, Rogue és el X-Men “bella del sud” per excel·lència. Després de fugar-se de casa de petita, va ser adoptada per Mystique de la Germandat dels Mutants Malvats i va créixer sent algú roí. Després que Rogue absorbís permanentment la psique i els poders kree de Ms. Marvel, ella es reforma i s'uneix als X-Men (ja que temia per la seva salut mental). El nom real de Rogue i el seu origen de veritat no van ser revelats fins a quasi 20 anys després de la seva introducció a l'univers Marvel. Fins que Robert Rodi no va proporcionar la seva història en la sèrie de còmics Rogue, que va començar el setembre de 2004, el rerefons de Rogue només va estar insinuat. El seu nom és revelat com Anna Marie, tot i que encara no se sap el seu cognom. De vegades ha adoptat el nom de Raven, que és el nom de pila de la seva mare adoptiva, Mystique.
Rogue ha aparegut a més dels còmics ha aparegut a diverses sèries de dibuixos animats, pel·lícules i videojocs. Els còmics de Marvel, fins ara, mai han estat publicats en català tot i que els diversos grups editorials que han publicat aquesta col·lecció eren catalans (Planeta) o amb seu a Catalunya (Panini). El 2002 es va traduir la sèrie La Patrulla-X a Punt Dos i posteriorment es va emetre per Canal 9 on es va traduir el seu nom com Astuta. El 2006 es va traduir X-Men: La decisió final i es va traduir com Esquerpa.

## Història de la publicació
Rogue va aparèixer per primer cop a Ms. Marvel núm. 25 (1979), però la cancel·lació brusca del còmic va deixar inèdita la història de la seva introducció durant més d'una dècada fins que es va imprimir Marvel Super Heroes núm.11 el 1992. La primera aparició publicada de Rogue va ser en Avengers Annual núm.10 (1981). Ella va fer la seva primera aparició en un còmic de X-Men a The Uncanny X-Men núm.158 (1982) i es va unir als X-Men en The Uncanny X-Men núm.171 (1983). Rogue també ha tingut dues minisèries i un títol en curs.
En X-Men Unlimited núm.4, Scott Lobdell indica que Rogue va fugir del seu pare quan els seus poders es van manifestar, però en Uncanny X-Men núm.182 Rogue diu que mai va conèixer el seu pare perquè ell havia marxat abans que ella nasqués, i en diversos números, això inclou The Uncanny X-Men núm.178 i X-Men núm.93, s'indica que Rogue va ser acollida per Mystique i Destiny abans que la seva mutació s'activés. Sigui com sigui, el personatge té diversos orígens.
Rogue va ser un personatge recurrent a Uncanny Avengers (2012), des del primer número.

## Biografia del personatge de ficció

### Inicis
Els seus pares, Owen i Priscilla, es van casar molt aviat i van viure en una comuna hippie del Comtat de Caldecott, Mississipi. Nascuda com Anna Marie, ella també va gaudir de les atencions de la seva tia materna Carrie. Anna Marie va ser criada parlant anglès i francès col·loquial, comú a l'àrea bayou de Mississipi. L'intent fracassat de la comuna d'usar misticisme dels nadius americans per a arribar a l'"Altra Vora" va donar com a resultat la desaparició de Priscilla. Carrie es va fer càrrec de l'Anna, i per la pena per la pèrdua de la seva germana va ser un tutor autoritari i estricte. Anna Marie era una nena revoltosa i, en algun moment, el fet o les raons exactes encara no estan clares, va fugir de casa seva sent ja una adolescent.
En algun moment de la història, Rogue es va fer íntima d'un noi anomenat Cody Robbins. Durant el seu flirteig, Cody la va besar de manera impulsiva; moment en què va aparèixer el seu poder mutant latent d'absorbir l'energia vital i la psique d'altres persones amb el contacte. Rogue va quedar traumatitzada per l'experiència, i Cody va restar en coma permanent. Així doncs, Rogue duia roba que ocultava el cos i eliminava la possibilitat de contacte accidental amb la pell.
No molt després va rebre la visita de Mystique, que l'havia certat pel consell de la seva parella precognitiva Destiny. Mystique va acabar acollint Rogue com si fos la seva filla. Amb el temps, però, Mystique va convertir la solitud, l'enveja, l'amargor, i la desesperació de Rogue en ràbia, reclutant-la així per a la Germandat dels Mutants.
Chris Claremont va dir el juny de 2016 que si no hagués marxat de Marvel el 1991, Mystique hauria estat la veritable mare de Rogue. És una història que va aparèixer en la sèrie de 2009 "X-Men Forever".
Claremont també va revelar que l'aspecte físic de Rogue estava basat en el de Grace Jones; tanmateix, l'artista Michael Golden no sabia com era Jones.

### Germandat dels Mutants
Després que la mutació de Rogue sorgeix, Mystique comença a entabanar Rogue perquè participi en les seves activitats terroristes com a membre de la Germandat dels Mutants. Rogue inicialment només vol una vida normal, però després que besi un noi anomenat Cody i el deixi inconscient amb el seu poder, ella es rendeix i cedeix davant els plans de Mystique.
Rogue i Mystique s'associen breument amb un mutant dit Blindspot, el poder de la qual esborra els records dels altres amb només tocar-los; d'alguna manera això contraresta prou la mutació de Rogue per a permetre-les entrar en contacte físic de manera segura. Blindspot i Rogue es fan bones amigues, però quan Mystique decideix tallar els llaços professionals amb Blindspot, aquesta esborra tots els records d'ella tant de Mystique com de Rogue.
Quan Mystique debuta amb la seva Germandat de Mutants Malvats, Destiny li aconsella mantenir Rogue fora de l'acció; consell que resulta molt rellevant quan diversos membres de la nova germandat són arrestats i empresonats. Mystique crea un pla per a alliberar els altres membres de la Germandat fent que Rogue absorbeixi els formidables poders de Ms. Marvel. Rogue ataca Ms. Marvel davant la seva casa de San Francisco, quan aquesta tornava de comprar de la botiga de queviures. Gràcies a la formidable essència de Ms. Marvel, Rogue triga més del compte en absorbir els seus poder, i la transferència de la psique i els poders de Ms. Marvel acaba sent permanent. Rogue llavors la llança a l'aigua des del Pont Golden Gate. Ella després lluita contra els Venjadors usant els seus nous poders adquirits.
Mentre és a el Pentàgon ella torna a trobar-se amb Carol Danvers, i això porta a una lluita amb Storm, Wolverine, i Nightcrawler dels X-Men. Tot i que Rogue és massa per a ells, tots quatre acaben marxant del Pentàgon. Més tard, amb Mystique i Destiny, Rogue ataca a Angel i Dazzler, però es veu superada per Dazzler. Rogue li acaba agafant mania a Dazzler per la seva mutació controlable i la seva relació amb Angel dels X-Men. Rogue és derrotada per Dazzler unes poques vegades abans que sigui revelat que Dazzler és una mutant i això la forci a anar a la clandestinitat. Poc després d'això, Rogue, Mystique, i Destiny es troben amb l'entitat mig humana, mig Dire Wraith anomenada Hybrid, amb la qual totes tres formen una aliança per a enfrontar-se a l'Spaceknight, Rom. No obstant això, quan Rogue aprofita una oportunitat per a utilitzar el seu poder sobre ell, llavors experimenta tant la seva solitud com la seva noblesa. Aquest moment va tenir un profund efecte sobre ella i va servir com un punt d'inflexió crucial en la seva vida.